# Repps
Repps – wieś w Anglii, w hrabstwie Norfolk, w dystrykcie Great Yarmouth, w civil parish Repps with Bastwick. Repps zostało wspomniane w Domesday Book (1086) jako Repes.
Położona jest w sąsiedztwie obszaru chronionej przyrody The Broads.